# 阿纳托利·费多尔丘克
阿纳托利·索洛维奥维奇·费多尔丘克（烏克蘭語：Анатолій Соловйович Федорчук，1959年11月26日—2020年10月28日），乌克兰政治人物，鲍里斯波尔市长。

## 生平
1959年生于苏联乌克兰苏维埃社会主义共和国赫梅利尼茨基州舍佩蒂夫卡區小斯克尼特。1978年至1980年在苏军服役。1985年毕业于基辅师范学院。1985年至1987年，在鲍里斯波尔的中学担任历史教师，1987年至2002年，在当地的执法机构工作。2006年当选鲍里斯波尔市长，此后连选连任。2008年，他在克里米亚的加斯普拉的一所高级住宅区购买了一套公寓。2020年10月28日因2019冠狀病毒病逝世.。